# Michail Wassiljewitsch Newodtschikow
Michail Wassiljewitsch Newodtschikow (russisch Михаил Васильевич Неводчиков; * 1706 in Tobolsk; † nach 1775) war ein russischer Kaufmann, Vermesser und Kartograf.

## Leben
Newodtschikow war Silberschmied in Ustjug und suchte dann sein Glück in Sibirien.
In den 1740er Jahren nahm Newodtschikkow an der Zweiten Kamtschatkaexpedition teil. 1742 wurde er von Martin Spangberg zum Vermesser ernannt, um unter der Leitung Wassili Chmetewskis Karten und Ansichten von Küsten und Wasserstraßen zu zeichnen. Er fuhr auf dem Paketboot Ioann, das eines der vier Schiffe der Expedition Martin Spangbergs war, von der Bolschaja-Mündung im Süden Kamtschatkas nach Japan und zurück. Im nächsten Jahr auf dem Boot Beresowsk dokumentierte er die Küste von der Bolschaja-Mündung bis zum Fluss Chatchana.
Newodtschikow rüstete 1745 mit dem Kaufmann Afanasi Tschebajewski ein Boot aus, um im Pazifik nach unbekannten Inseln und Völkern zu suchen. Er entdeckte Attu und zwei weitere Aleuten-Inseln, deren Bewohner er zu russischen Untertanen und Steuerzahlern machte. Die jährliche Kronenzobel-Steuer wurde mit Bibern bezahlt. Für die Entdeckung neuer Inseln wurde Newodtschikow 1752 zum Unteroffizier ernannt und dem Ochotsker Hafen zugeteilt. Jeweils ein Jahr später wurde er Steuermann-Lehrling und Untersteuermann. Darauf fuhr er in verschiedenen Einsätzen mit Booten, Galioten und Brigantinen zu den Kurilen und an die Küsten Kamtschatkas.
In den 1760er Jahren nahm er an den Expeditionen Kapitän Pjotr Krenizyns teil. 1767 ließ er sich wegen Altersschwäche und Blindheit beurlauben. Ab 1771 lehrte er an der Ochotsker Navigationsschule das Zeichnen von Karten. Bei der Projektierung der Verlegung des Ochotsker Hafens an die Ulja-Mündung war Newodtschikow am hydrographischen Teil beteiligt.
Eine Bucht einer Aleuten-Insel trägt Newodtschikows Namen.